# Aljoša Sivko
Aljoša Sivko, slovenski nogometaš, * 18. januar 1977.
Sivko je večji del kariere igral v slovenski ligi za klube Slovan, Celje, Maribor, Rudar Velenje, Dravograd in Zagorje. Skupno je v prvi slovenski ligi odigral 181 prvenstvenih tekem in dosegel 40 golov. Ob koncu kariere je igral tudi za Ungmennafélagið Víkingur v islandski ligi.
Za slovensko reprezentanco je leta 1998 odigral dve uradni tekmi, nastopil je na prijateljskih tekmah proti islandski in ciprski reprezentanci.